# Mattéo Baud
Mattéo Baud (Pontarlier, 26 giugno 2002) è un combinatista nordico francese.

## Biografia
Attivo in gare FIS dall'agosto del 2014, ha esordito in Coppa del Mondo il 27 novembre 2020 a Kuusamo (33º), ai Campionati mondiali a Oberstdorf 2021, dove si è classificato 24º nel trampolino normale, 16º nel trampolino lungo, 6º nella gara a squadre e 6º nella sprint a squadre, e ai Giochi olimpici invernali a Pechino 2022, dove si è piazzato 18º nel trampolino normale, 21º nel trampolino lungo e 5º nella gara a squadre. Il 27 novembre 2022 ha conquistato a Kuusamo il primo podio in Coppa del Mondo (2º) e ai successivi Mondiali di Planica 2023 è stato 30º nel trampolino normale, 7º nel trampolino lungo e 4º nella gara a squadre.

## Palmarès

### Mondiali juniores
- 2 medaglie:
  - 2 argenti (gara a squadre a Oberwiesenthal 2020; individuale a Lahti/Vuokatti 2021)

### Coppa del Mondo
- Miglior piazzamento in classifica generale: 13º nel 2023
- 2 podi (1 individuale, 1 a squadre):
  - 1 secondo posto (individuale)
  - 1 terzo posto (a squadre)